# Brian Ortega
Pour les articles homonymes, voir Ortega.
 (mai 2019).
 (janvier 2019).
Si vous disposez d'ouvrages ou d'articles de référence ou si vous connaissez des sites web de qualité traitant du thème abordé ici, merci de compléter l'article en donnant les références utiles à sa vérifiabilité et en les liant à la section « Notes et références ».
Brian Martin Ortega, né le 21 février 1991 à Los Angeles, en Californie (États-Unis), est un pratiquant américain d'arts martiaux mixtes (MMA). Il évolue dans la catégorie des poids plumes de l'Ultimate Fighting Championship. Au 15 septembre 2024, il est classé en 6ème  position dans cette catégorie .
Professionnel depuis 2010, il a aussi combattu au sein de l'organisation Resurrection Fighting Alliance, où il a été champion des poids plumes.

## Jeunesse
Ortega est né à Los Angeles, en Californie, ses parents sont mexicains et il possède la double nationalité. Il grandit à San Pedro (Los Angeles) en Californie. Brian Ortega commence les arts-martiaux à l'âge de 5 ans. À ses 13 ans, il débute le jiu-jitsu brésilien au sein de l'académie Gracie Jiu-Jitsu sous la direction de Renner Gracie et ses fils à Torrance en Californie. 

## Carrière dans les arts martiaux mixtes

### Débuts
Ortega commence sa carrière en combattant dans des organisations de MMA sud-californiennes. Il gagne son premier titre de champion contre Carlos Garces en cinq rounds par décision unanime et devient champion poids-plumes de l'organisation Respect in the Cage.
Brian Ortega remporte l'intégralité de ses huit premières rencontres avant sa signature avec l'Ultimate Fighting Championship en avril 2014. Il accorde son succès à ses entraîneurs Rener Gracie et James Luhrsen.

### Ultimate Fighting Championship
Ortega devait faire son entrée dans l'organisation face à Diego Brandão le 31 mai 2014 à l'occasion de la finale de la télé-réalité et compétition The Ultimate Fighter: Brazil 3. Cependant son adversaire se déclare inapte à disputer le combat à la suite d'une blessure. Aucun remplaçant n'est proposé pour ce combat alors retiré du programme.
Ortega effectue donc ses débuts contre Mike De La Torre, le 6 juin 2014, à l'UFC on Fox 12. Originellement, une victoire par étranglement arrière au premier round de Brian Ortega, le résultat est modifié en sans décision après le test positif d'Ortega au drostanolone lors d'un test antidopage. Le combattant écope aussi d'une amende de 2 500 dollars et d'une suspension de neuf mois. 
Au retour de sa suspension, il enchaine six victoires de suite avant la limite (2 KO, 1 TKO et 3 soumissions) qui lui valent deux bonus de performances de la soirée ainsi que trois combats de la soirée. À l'UFC 222, il devient le premier homme à battre l'ancien champion des poids légers Frankie Edgar avant la limite avec un KO à la première reprise et s'offre par la même occasion un combat pour le titre des poids plumes de l'UFC.
Le combat pour le titre contre Max Holloway est programmé pour le 7 juillet 2018 en tête d'affiche de l'UFC 226. Cependant, le 4 juillet, à cause de symptômes de commotion cérébrale, Holloway est contraint de se retirer du combat. Le combat est alors reprogrammé pour le 8 décembre 2018 en tant que combat principal de l'UFC 231. Ortega est défait pour la première fois de sa carrière professionnelle lors de ce combat de par son incapacité à continuer le combat à la suite d'une décision des médecins, qu'il approuvera sur son compte Instagram après le combat, à la fin du quatrième round. Ce combat est élu combat de la soirée.

## Palmarès en arts martiaux mixtes
| 21 combats     | 16 victoires | 4 défaites |
| Par KO         | 3            | 2          |
| Par soumission | 8            | 0          |
| Sur décision   | 5            | 2          |
| Sans décision  | 1            | 1          |

| Résultat | Record   | Adversaire            | Méthode                             | Événement                            | Date              | Round | Temps | Lieu                          | Notes                                                         |
| -------- | -------- | --------------------- | ----------------------------------- | ------------------------------------ | ----------------- | ----- | ----- | ----------------------------- | ------------------------------------------------------------- |
| Défaite  | 16-4 (1) | Diego Lopes           | Décision unanime                    | UFC 306                              | 15 septembre 2024 | 3     | 5:00  | Sphère                        |                                                               |
| Victoire | 16-3 (1) | Yair Rodríguez        | Soumission (étranglement bras-tête) | UFC Fight Night: Moreno vs. Royval 2 | 24 février 2024   | 3     | 0:58  | Mexico, Mexique               | Performance de la soirée.                                     |
| Défaite  | 15-3 (1) | Yair Rodríguez        | TKO (blessure à l’épaule)           | UFC on ABC: Ortega vs. Rodríguez     | 16 juillet 2022   | 1     | 4:11  | Elmont, New-York, États-Unis  |                                                               |
| Défaite  | 15-2 (1) | Alexander Volkanovski | Décision unanime                    | UFC 266                              | 25 septembre 2021 | 5     | 5:00  | Las Vegas, Nevada, États-Unis | Pour le titre des poids plumes de l’UFC. Combat de la soirée. |